# Hydrellia novaezealandiae
Hydrellia novaezealandiae är en tvåvingeart som beskrevs av Harrison 1959. Hydrellia novaezealandiae ingår i släktet Hydrellia och familjen vattenflugor. Inga underarter finns listade i Catalogue of Life.